# Catetere venoso centrale

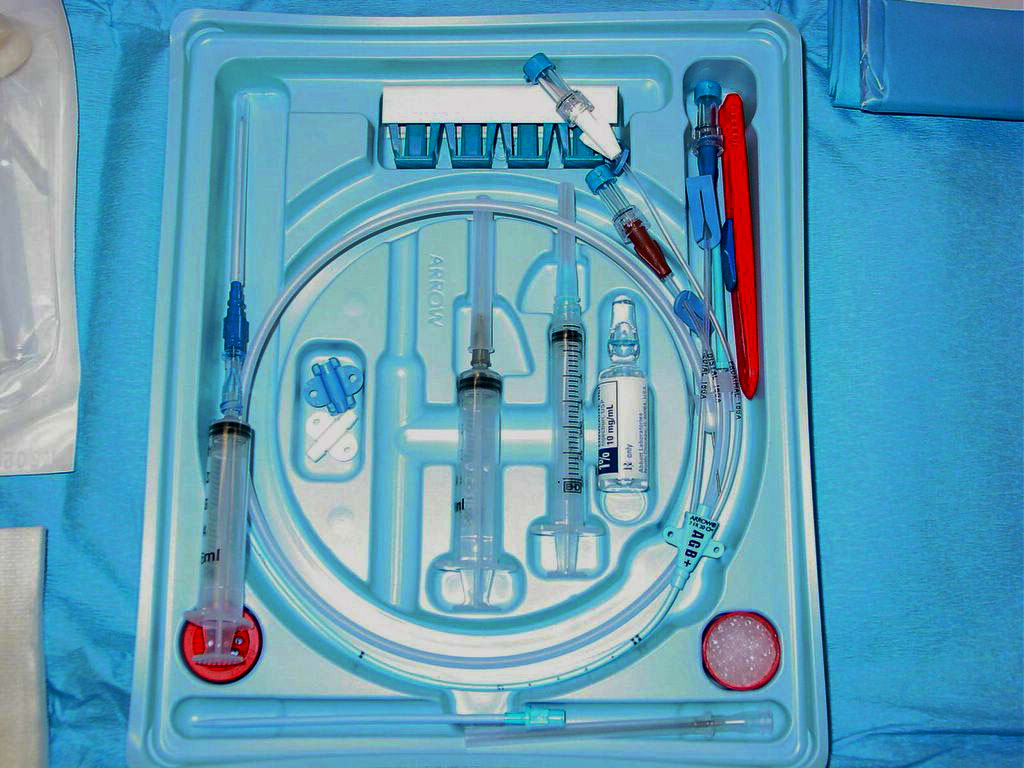
Un kit per catetere venoso centrale

Schema di un CVC non tunnellizzato

Il catetere venoso centrale (CVC) è un presidio medico utilizzato per l'infusione di liquidi e la somministrazione di farmaci endovena o di nutrizione parenterale; la caratteristica che lo distingue da un catetere venoso periferico è che la parte terminale prossimale dei CVC si localizza a livello della giunzione atrio-cavale o nella vena cava stessa.
Gli accessi vascolari centrali sono indicati per la somministrazione di sostanze con osmolarità superiore a 900 mOsm, pH estremi (inferiore a 5 o superiore a 9) e farmaci irritanti e vescicanti.

## Classificazione
I CVC si possono distinguere, secondo la classificazione WoCoVA basata sulla regione di inserzione, in:
- CICC (Centrally Inserted Central Catheter) = catetere venoso centrale con ingresso in regione del collo o toracica (vene giugulari, anonima, succlavia, ascellare)
- FICC (Femorally Inserted Central Catheter) = catetere venoso centrale con ingresso in vena femorale
- PICC (Periferally Inserted Central Catheter) = catetere venoso centrale ad inserimento periferico (ad esempio la vena basilica, brachiale, cefalica)

## Descrizione
È costituito da catetere di lunghezza variabile, con un diametro di alcuni millimetri, che viene inserito in una vena (succlavia, giugulare interna, femorale); per minimizzare il rischio trombotico, il diametro del catetere non deve essere superiore a 1/3 del diametro del vaso venoso.
Nella parte di catetere che rimane esterna alla cute sono predisposte una o più vie di accesso per consentire il raccordo con i presidi di infusione; queste vie hanno generalmente un lume differenziato tra loro e sono indipendenti l'una dall'altra. I lumi hanno generalmente una sezione differenziata e a seconda del numero possono anche avere forma e sbocchi differenti, inoltre i cateteri venosi centrali possono in alcuni casi essere arricchiti da argento, per controllare la flora microbica.

## Posizionamento e gestione
Il posizionamento e la gestione del catetere venoso centrale sono messi in pratica da personale medico e infermieristico, in quanto è necessaria una formazione specifica. Strutture circostanti alcune vene centrali, come la pleura e la carotide possono essere danneggiate durante la procedura con il rischio conseguente di pneumotorace o anche di puntura dell'arteria.
Il catetere venoso centrale viene applicato in ambiente sterile; attualmente è raccomandata la tecnica ecoguidata, con anestesia locale se il paziente è cosciente.
La gestione dell'accesso venoso centrale può anche essere effettuata a domicilio, prestando attenzione al punto di inserzione. Le complicanze più frequenti sono le infezioni, che possono manifestarsi con rossore della cute marginalmente al punto di inserzione, evidente materiale purulento, zona dolente, rialzo improvviso della temperatura corporea. Il rinnovo della medicazione è consigliato ogni 48/72 ore con cerotto poroso o 5/7 giorni con cerotto plastico trasparente, e comunque ogni qualvolta il punto di inserzione risulti sporco o umido.